# مارتن إف. كونواي
مارتن إف. كونواي هو محامي وصحفي وقاضي وسياسي أمريكي، ولد في 19 نوفمبر 1829، وتوفي في 15 فبراير 1882. نشط حزبياً في الحزب الجمهوري. وقد انتخب عضو مجلس النواب الأمريكي ‏.